# Tom Wlaschiha
Thomas „Tom” Wlaschiha (ur. 20 czerwca 1973 w Dohnie) – niemiecki aktor telewizyjny, filmowy, teatralny i głosowy.

## Życiorys
W latach 1992–1996 kształcił się na uniwersytecie muzyki i teatru w Lipsku (Hochschule für Musik und Theater „Felix Mendelssohn Bartholdy” Leipzig). W międzyczasie w 1994 studiował również w konserwatorium w Liège. Jako aktor teatralny związany ze scenami w Dreźnie, Zurychu i Frankfurcie. W telewizji debiutował w połowie lat 90. rolami w niemieckich serialach. Pierwszą główną rolę otrzymał w 2000 w filmie No One Sleeps. W 2012 dołączył do zespołu aktorskiego Gry o tron, wcielając się w postać Jaqena H’ghara.

## Wybrana filmografia
- 2000: Die Rettungsflieger
- 2000: Tatort
- 2001: Wróg u bram
- 2001: Verliebte Jungs
- 2002: Die Sitte
- 2002: Im Namen des Gesetzes
- 2003: Ein Fall für zwei
- 2004: Bergkristall
- 2006: Die Wolke
- 2007: Gustloff: Rejs ku śmierci
- 2008: Powrót do Brideshead
- 2008: Uczeń czarnoksiężnika
- 2009: Eine für alle
- 2010: Przygody Sary Jane
- 2010: Christopher and His Kind
- 2011: Resistance
- 2012: Gra o tron
- 2013: Przekraczając granice
- 2013: Wyścig
- 2014: Pan Turner
- 2017: Terror w Berlinie
- 2018: Okręt
- 2019: Miłość i wojna
- 2019: Saturday Fiction
- 2019: Jack Ryan
- 2020: Wyspa Róży
- 2022: Stranger Things[1]